# دانشگاه فنی خاورمیانه قبرس شمالی
دانشگاه فنی خاورمیانه قبرس شمالی (ترکی استانبولی: Orta Doğu Teknik Üniversitesi Kuzey Kıbrıs Kampusu) یک دانشگاه عمومی در ناحیه لفکوشای، شهر کاپوتی که در سال ۲۰۰۳ افتتاح شده‌است. زبان تحصیل در این دانشگاه انگلیسی است.